# 三官堂大桥
三官堂大桥是浙江省宁波市的一座跨江大桥，大桥位于鄞州区和江北区之间。起于江南路和院士路交叉口，跨越甬江，同时跨越腊梅路、甬江大道、风华路，终于中官路和明海大道交叉口，并在宁镇公路南侧设立一对上下匝道。桥梁全长2.2公里，桥梁最大跨度465米，是世界上跨度最大的连续体系钢桁梁桥。桥梁于2015年12月22日开工，2020年1月14日主桥合龙，2020年9月27日通车。